# 齊利斯-賴申

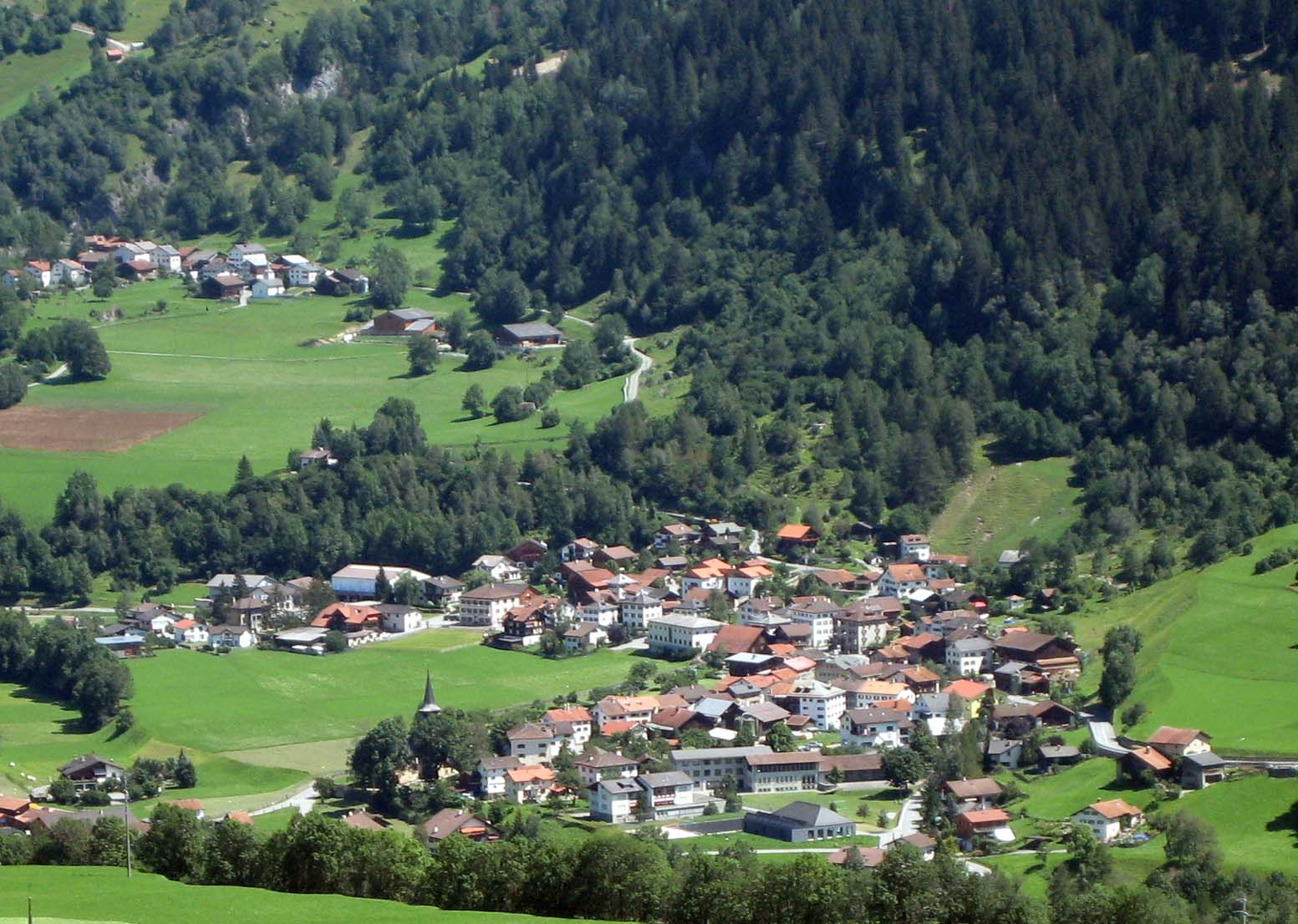

齊利斯-賴申是瑞士的城鎮，位於該國東部，由格勞賓登州負責管轄，面積24.44平方公里，海拔高度945米，2011年人口423，人口密度每平方公里17人。

## 外部連結
- Official website （页面存档备份，存于） （德文）
- St Martin's official site